# Visayas occidentales
Les Visayas occidentales sont une région du centre des Philippines, également appelée région VI. Elle compte cinq provinces (Aklan, Antique, Capiz, Guimaras et Iloilo), ainsi que trois villes, ce qui en fait la région avec le plus de villes. Le centre régional est Iloilo.

## Géographie
La région s'étend sur 12 750,63 km2 et comprend principalement les îles de Panay et Guimaras, ainsi que d'autres plus petites notamment Caluya, Semirara et Sibay, situées dans le détroit de Tablas au nord-oues.

## Transports

### Aéroports
- Aéroport international d'Iloilo au nord d'Iloilo
- Aéroport international de Kalibo à Kalibo
- Aéroport Evelio Javier (Antique)
- Aéroport Godofredo P. Ramos (Caticlan)
- Aéroport de Roxas (Roxas)

### Chemins de fer
Il existe des projets pour reconnecter Iloilo avec Roxas, Kalibo, Malay et San Jose, en reconstituant le réseau de Panay Railways, disparue en 1983.